# Eleições distritais no Distrito Federal em 1998
As eleições distritais no Distrito Federal em 1998 foram realizadas em 4 de outubro, como parte das eleições gerais no Brasil. Nesta ocasião, foram realizadas eleições em todos 26 estados e no Distrito Federal. Os cidadãos aptos a votar elegeram o Presidente da República, o Governador e um senador, além de deputados distritais e federais. Como nenhum candidato somou metade dos votos válidos (50%), houve segundo turno.
Em março de 1998, novamente filiado ao PMDB, Roriz foi um dos principais articuladores da convenção do partido que decidiu pela adesão à coligação que lançou a candidatura de Fernando Henrique Cardoso à reeleição, abandonando a proposta da candidatura própria. Em outubro, voltou a disputar o governo do Distrito Federal, por uma coligação que, além do PMDB, incluía o Partido Progressista Brasileiro (PPB) e outras agremiações de menor expressão. Sua campanha pautou-se principalmente nas promessas de retomar o programa de doação de lotes urbanos, iniciado na sua gestão anterior, e de garantir aumento salarial de 28,86% para os servidores públicos distritais. Perdeu por pequena margem de votos no primeiro turno para o governador Buarque, candidato à reeleição, mas venceu no segundo turno, obtendo 51,74% dos votos. Foi empossado em janeiro de 1999.
Durante o encontro de governadores e ex-governadores do PT, o senador Cristovam Buarque (PDT/DF) revelou que um dos fatores para a derrota nas eleições de 2002 no Distrito Federal, quando ele ainda era do PT, foi justamente uma greve, movimento que o partido sempre apoiou desde os primeiros anos de fundação. Ele falou das lições aprendidas em seu mandato e transmitiu a experiência aos colegas.
Para o cargo de senador foi eleito Luiz Estêvão (PMDB), que em 28 de junho de 2000, foi cassado por 52 votos, 18 contra e dez abstenções. Além disso, perdeu os direitos políticos até 2014. Único senador cassado até aquele momento, teve sua cassação decida em sessão e votação secretas.

## Resultado da eleição para governador
| Candidatos a governador do estado | Candidatos a vice-governador | Número | Coligação                                                        | Votação | Percentual |
| --------------------------------- | ---------------------------- | ------ | ---------------------------------------------------------------- | ------- | ---------- |
| Cristovam Buarque PT              | Sigmaringa Seixas PT         | 13     | Frente Brasília Popular (PT, PDT, PSB, PCdoB, PCB, PV, PMN, PSN) | 426.312 | 42,67%     |
| Joaquim Roriz PMDB                | Benedito Domingos PPB        | 15     | Comunidade Unida (PMDB, PPB, PSD, PRN, PRONA, PRP, PST, PTdoB)   | 391.906 | 39,23%     |
| José Roberto Arruda PSDB          | Peniel Pacheco PSDB          | 45     | Governo 24 Horas (PSDB, PFL, PTB, PL, PPS, PSL)                  | 178.212 | 17,84%     |
| Orlando Cariello PSTU             | Ricardo Guillen PSTU         | 16     | —                                                                | 1.842   | 0,18%      |
| David Terena PSDC                 | Valdecir Duarte PSDC         | 27     | —                                                                | 607     | 0,06%      |
| Renan Rosa PCO                    | Maria Joana Ribeiro PCO      | 29     | —                                                                | 231     | 0,02%      |

### Segundo turno
| Candidatos a governador do estado | Candidatos a vice-governador | Número | Coligação                                                        | Votação | Percentual |
| --------------------------------- | ---------------------------- | ------ | ---------------------------------------------------------------- | ------- | ---------- |
| Joaquim Roriz PMDB                | Benedito Domingos PPB        | 15     | Comunidade Unida (PMDB, PPB, PSD, PRN, PRONA, PRP, PST, PTdoB)   | 537.753 | 51,74%     |
| Cristovam Buarque PT              | Sigmaringa Seixas PT         | 13     | Frente Brasília Popular (PT, PDT, PSB, PCdoB, PCB, PV, PMN, PSN) | 501.523 | 48,26%     |

## Resultado da eleição para senador
| Candidatos a senador da República | Candidatos a suplente de senador                         | Número | Coligação                                                        | Votação | Percentual |
| --------------------------------- | -------------------------------------------------------- | ------ | ---------------------------------------------------------------- | ------- | ---------- |
| Luiz Estêvão PMDB                 | Valmir Antônio Amaral PMDB Floyran Pinto Santos PPB      | 15     | Comunidade Unida (PMDB, PPB, PSD, PRN, PRONA, PRP, PST, PTdoB)   | 460.947 | 47,76%     |
| Arlete Sampaio PT                 | Gustavo Henrique Balduíno PSB José Maria do Amparo PCdoB | 13     | Frente Brasília Popular (PT, PDT, PSB, PCdoB, PCB, PV, PMN, PSN) | 347.663 | 36,02%     |
| Augusto Carvalho PPS              | Maria Diamices Chevalier PPS João Campelo Bezerra PTB    | 23     | Governo 24 Horas (PSDB, PFL, PTB, PL, PPS, PSL)                  | 154.028 | 15,96%     |
| João Companheiro PSTU             | Wellington Rainho PSTU Washington Dias Leite PSTU        | 16     | —                                                                | 1.401   | 0,15%      |
| Marcelo Caetano PSDC              | Daniel de Souza Oliveira PSDC Rivaldo de Souza Melo PSDC | 27     | —                                                                | 820     | 0,08%      |
| Expedito Mendonça PCO             | Miriam de Castro Silva PCO Fernando Araújo Filho PCO     | 29     | —                                                                | 274     | 0,03%      |

## Deputados federais eleitos
Representação eleita
  PPB: 2
  PT: 2
  PMDB: 1
  PFL: 1
  PCdoB: 1
  PSDB: 1

Fonteː
| Número | Deputados federais eleitos | Partido | Votação | Localidade onde nasceu | Unidade federativa |
| 1122   | Wigberto Tartuce           | PPB     | 96.405  | Rio Verde              | Goiás              |
| 1515   | Tadeu Filippelli           | PMDB    | 88.247  | Catanduva              | São Paulo          |
| 1133   | Jofran Frejat              | PPB     | 80.389  | Floriano               | Piauí              |
| 2525   | Paulo Octávio              | PFL     | 72.785  | Lavras                 | Minas Gerais       |
| 6565   | Agnelo Queiroz             | PCdoB   | 65.752  | Itapetinga             | Bahia              |
| 1320   | Geraldo Magela             | PT      | 55.072  | Patos de Minas         | Minas Gerais       |
| 1398   | Pedro Celso                | PT      | 49.936  | Tiros                  | Minas Gerais       |
| 4545   | Maria de Lourdes Abadia    | PSDB    | 43.414  | Bela Vista de Goiás    | Goiás              |

## Deputados estaduais eleitos
Representação eleita
  PMDB: 5
  PT: 5
  PTB: 2
  PFL: 2
  PPB: 2
  PSDB: 2
  PL: 2
  PSD: 1
  PPS: 1
  PSB: 1
  PSC: 1

Fonteː
| Número | Deputados distritais eleitos | Partido | Votação | Percentual | Cidade onde nasceu      | Unidade federativa |
| 22111  | Renato Rainha                | PL      | 30.416  | 3,03%      | Presidente Prudente     | São Paulo          |
| 13160  | Maninha                      | PT      | 24.843  | 2,47%      | Januária                | Minas Gerais       |
| 25138  | Pastor Aguinaldo de Jesus    | PFL     | 21.094  | 2,10%      | Rio de Janeiro          | Rio de Janeiro     |
| 20000  | José Tatico                  | PSC     | 16.638  | 1,66%      | Teixeiras               | Minas Gerais       |
| 40105  | Rodrigo Rollemberg           | PSB     | 15.942  | 1,59%      | Rio de Janeiro          | Rio de Janeiro     |
| 14444  | Benício Tavares              | PTB     | 15.075  | 1,50%      | Rio de Janeiro          | Rio de Janeiro     |
| 15215  | José Edmar Cordeiro          | PMDB    | 14.427  | 1,44%      | Formosa                 | Goiás              |
| 15123  | Daniel Marques               | PMDB    | 11.934  | 1,19%      | Anápolis                | Goiás              |
| 14123  | César Trajano de Lacerda     | PTB     | 11.477  | 1,14%      | Pires do Rio            | Goiás              |
| 12190  | João de Deus Carvalho        | PPB     | 10.653  | 1,06%      | Piaçabuçu               | Alagoas            |
| 13222  | Wasny de Roure               | PT      | 10.374  | 1,03%      | Goiânia                 | Goiás              |
| 13222  | Gim Argello                  | PFL     | 10.345  | 1,03%      | São Vicente             | São Paulo          |
| 15115  | Edimar Pireneus Cardoso      | PMDB    | 9.944   | 0,99%      | Corumbá de Goiás        | Goiás              |
| 15133  | Odilon Aires                 | PMDB    | 9.748   | 0,97%      | Ponte Alta do Bom Jesus | Tocantins          |
| 13123  | Chico Floresta               | PT      | 9.563   | 0,95%      | Fortaleza               | Ceará              |
| 15689  | Prof. Eurides Brito          | PMDB    | 9.340   | 0,93%      | Capanema                | Pará               |
| 13111  | Lúcia Helena de Carvalho     | PT      | 8.014   | 0,80%      | Londrina                | Paraná             |
| 11123  | Carlos Xavier                | PPB     | 7.934   | 0,79%      | Vazante                 | Minas Gerais       |
| 45459  | Coronel José Rajão Filho     | PSDB    | 7.548   | 0,75%      | Rio de Janeiro          | Rio de Janeiro     |
| 13013  | Paulo Tadeu                  | PT      | 6.815   | 0,68%      | Sobradinho              | Distrito Federal   |
| 45199  | Anilcéia Machado             | PSDB    | 6.650   | 0,66%      | Itapaci                 | Goiás              |
| 23456  | Alírio Neto                  | PPS     | 6.504   | 0,65%      | Piripiri                | Piauí              |
| 41384  | Wilson Lima                  | PSD     | 3.931   | 0,39%      | Ceres                   | Goiás              |
| 22221  | Agrício Braga                | PL      | 3.707   | 0,37%      | Casa Nova               | Bahia              |